# Hof- und Staats-Handbuch der Österreichisch-Ungarischen Monarchie

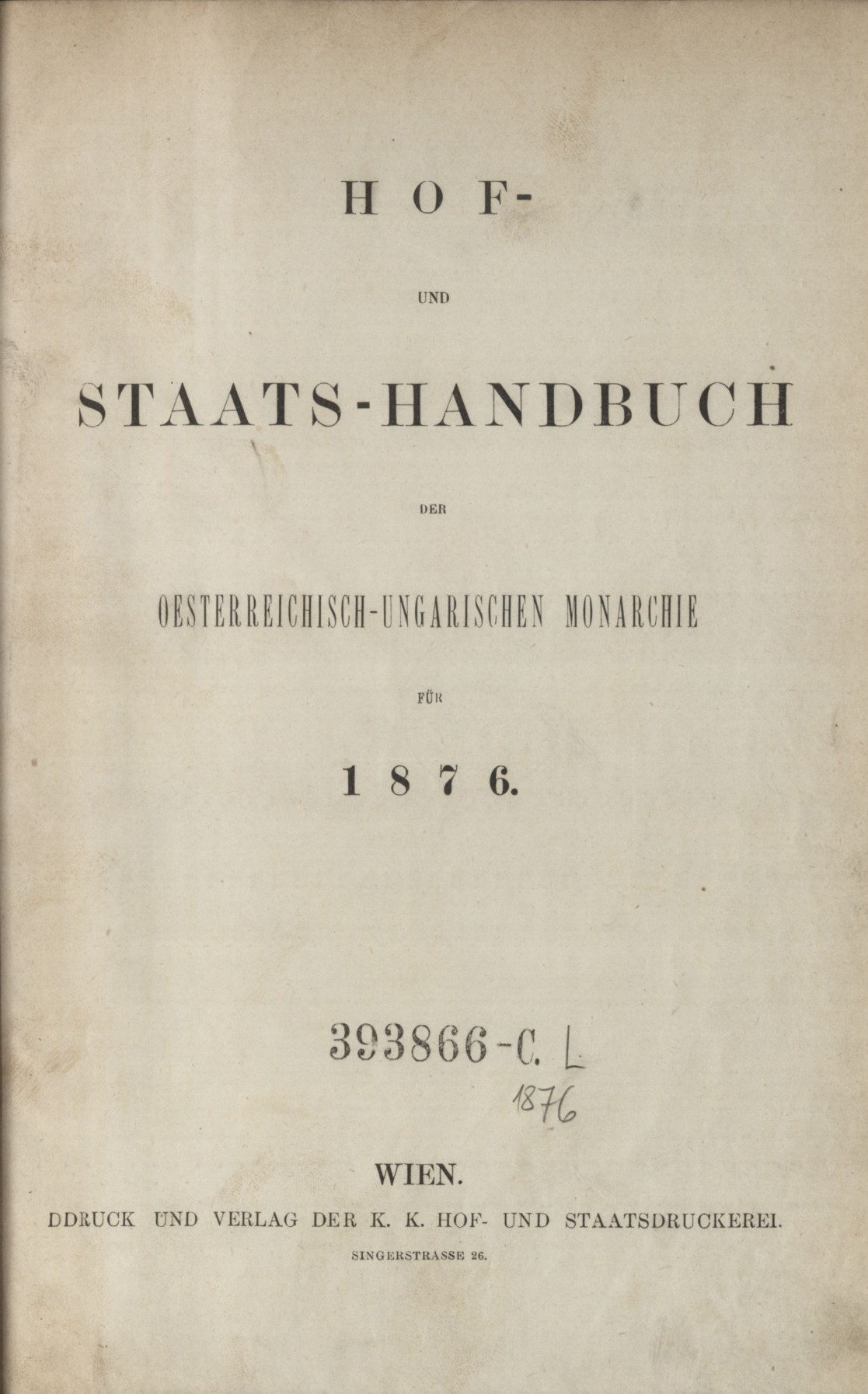
Hof- und Staats-Handbuch, Titelblatt von 1876

Das Hof- und Staatshandbuch war ein Verzeichnis der österreichischen Monarchie von 1702 bis 1918. Es trug verschiedene Bezeichnungen.

## Bezeichnungen
- Kayserlicher Und Königlicher Wie auch Ertz-Hertzoglicher Und Dero Residentz-Stadt Wienn Staats- und Stands-Calender, 1702, 1704
- Staat des Kayserl. Hoffs, 1706, 1709
- Kaiserlicher Und Königlicher Wie auch Erz-Herzoglicher Und Dero Residenz-Stadt Wien Staats- und Stands-Calender, 1719–
- Hof- und Staats-Schematismus der röm. Kais. wie auch kais. königl. – und erzherzogl. Haupt- und Residenzstadt Wien, 1776–
- Österreichisches Hof- und Staats-Handbuch, 1844–1848
- Hof- und Staats-Handbuch des Österreichischen Kaiserthumes, 1856–1867
- Hof- und Staats-Handbuch der Österreichisch-Ungarischen Monarchie, 1874–1918

## Geschichte

### Vorgängerverzeichnisse
Seit dem 15. Jahrhundert zur Zeit Kaiser Kaiser Maximilians I. wurden „Ordonnances de l'hôtel“ als handschriftliche interne Hofordnungen überliefert, diese verzeichneten alle Hofämter und deren Träger. Sie wurden hofintern zur Besoldung, Budgeterstellung und zur Kontrolle der Ausgaben verwendet.
Daneben gab es gedruckte Listen des kaiserlichen Hofstaats, die anlässlich der Reichstage erschienen und die Rang und Bedeutung des angereisten Gefolges zum Ausdruck brachten. Diese dienten vornehmlich der Repräsentation und Selbstdarstellung.
Seit dem späten 17. Jahrhundert entstanden im Vatikan und in weiteren europäischen Staaten  Hof- und Staatshandbücher mit ausführlichen Ämter- und Personenverzeichnissen.

### Hof- und Staats-Handbuch
1702 erschien erstmals der  Kayserliche Und Königliche Wie auch Ertz-Hertzogliche Und Dero Residentz-Stadt Wienn Staats- und Stands-Calender. Dieser enthielt ausführliche Angaben zu Ämtern im Kaisertum Österreich. Er wurde zunächst in unregelmäßigen Abständen herausgegeben, die Titel und Verleger wechselten mehrfach.
Ab 1776 gab es den Hof- und Staats-Schematismus der röm. Kais. wie auch kais. königl. – und erzherzogl. Haupt- und Residenzstadt Wien , der auch ein Wiener Häuserverzeichnis, eine Münzkurstabelle und drei Register (für Rubriken, Namen, und Hofstaat) enthielt. Er richtete sich nicht zuletzt an die (Geschäfts-)Reisenden der Zeit, die sich über Wien und den Wiener Hof informieren wollten. Seit 1807 wurde eine Genealogie des regierenden österreichischen Königshauses dem Verzeichnis vorangestellt. In den Nachrevolutionsjahren 1849 bis 1855 und in den Nachkriegsjahren 1868 bis 1873 erschien kein Hof- und Staatskalender.
1918 wurde der letzte Jahrgang herausgegeben.
Seit 1922 gibt es den Österreichischen Amtskalender.

### Druckereien
Das Hof- und Staats-Handbuch wurde in verschiedenen Druckereien hergestellt.
- Johann Baptist Schönwetter, 1702– [2]
- Johann Georg Frey, 1724–, die Druckerei blieb im 'Rothen Igel' in der Wiener Innenstadt, heute Ecke Brandstätte/Wildpretmar
- Johann Leopold Kaliwoda, in der k.k. Reichshof- und Universitätsbuchdruckerei am Dominikanerplatz Nr. 724 (heute Wien 1, Postgasse)
- Joseph Gerold, 1775–, in derselben Druckerei
- Joseph Vincenz von Degen (1761–1827), 1804–, in der neu gegründeten k.k. Hof- und Staatsdruckerei

## Inhalt
Die Hof- und Staatshandbücher enthielten Angaben über  Behörden, wie Ministerien, das Heer, Schulen und Kirchen, sowie über den kaiserlichen Hof.  Für die historische Forschung sind heute besonders die Verzeichnisse von Personen in führenden Positionen interessant, darunter höhere kirchliche Würdenträger sowie alle angestellten Lehrer.
Beispiel 1900
- Genealogisches Verzeichnis = Verzeichnis der kaiserlichen Familie
- Register = Inhaltsverzeichnis des Handbuches
- Namensverzeichnis = Index aller erwähnten Personen in alphabetischer Reihenfolge

I. Theil
- Schematismus Hofstaat = Verzeichnis aller Mitglieder des kaiserlichen Hofstaats in Wien

II. Theil: Einzelne Königreiche und Länder
- Erzherzogthum Österreich  unter der Enns
- Erzherzogthum Österreich ob der Enns
- Herzogthum Salzburg
- Herzogthum Steiermark
- Herzogthum Kärnten
- Herzogthum Krain
- Triest, Görz und Gradisca
- Gefürstete Grafschaft Tirol mit Vorarlberg
- Königreich Böhmen
- Markgrafschaft Mähren
- Herzogthum Schlesien
- Königreich Galizien
- Herzogthum Bukowina
- Königreich Dalmatien
- Königreich Ungarn und die damit verbundenen Teile
- Kroatien und Slawonien
- Bosnien und Hercegovina
- Anhang
- Abkürzungen
- Anmerkungen
- Inhaltsverzeichnis
- Anzeigen

## Weitere Handbücher in Österreich
- Militär-Schematismus, 1702–1918, Verzeichnis aller höheren Dienstränge des k.u.k. Heeres
- Niederösterreichischer Amtskalender, 1865–1918, 1867–1918, in Druckerei Manz (1865–1866), in der k.k. Hof- und Staatsdruckerei (1867–1918)